# Лодомерија
Лодомерија је латинизовани назив за пољски регион Владимирија (Володимерія пољ.), који је назив добио по владару Кијевске Русије Владимиру I Великом.

## Историја
Владимирија (Лодомерија) је постала војводство и неколико пута је освајана, све до 1392, када ју је освојила Државна заједница Пољске и Литваније. Од тада је постала њен саставни дио и добила статус покрајине. Њен назив је био Галиција-Волинија. Послије дугог времена проведеног под влашћу Пољске и Литваније, послије прве подјеле Пољске, Галиција је припала Аустријском царству. Од тада је позната као Краљевина Галиција и Лодомерија, иако је у стварности територија Лодомерије припала Руском царству.

## Географија
Лодомерија - Владимирија се налази на граници Пољске, Украјине и Бјелорусије. Рељеф Лодомерије је углавном равничарски. Најнижа надморска висина у овој регији је 130м, а највиша је 361м. Највећи градови у области су Луцк и Ровно. У Лодомерији највише живе Рутени, Пољаци и Бјелоруси.